# Kristian Østervold
Kristian Johan Østervold (født 16. januar 1885 i Austevoll, død 29. juli 1960 i Fitjar) var en norsk sejler, som deltog i OL 1920 i Antwerpen.
Ved OL 1920 deltog Østervold i 12-meter klassen (1907 regel) i båden Atlanta, som hans bror Henrik Østervold ejede og var styrmand på, og da denne båd var eneste deltager, var guldmedaljen sikker, da båden gennemførte de tre sejladser. Deres brødre Ole Østervold og Henrik Østervold udgjorde sammen med Hans Stoermann-Næss, Lauritz Christiansen, Halvor Møgster, Rasmus Birkeland og Halvor Olai Birkeland bådens øvrige besætning.